# 966

## Догађаји
- 23. јун - Византијско-арапски рат: Дошло је до размене заробљеника на граници између Византијског царства и Емирата Алеп у Самосати, на челу са царем Никифором II и Саиф ал-Давла, емиром Алепа. Емират прима 3.000 заробљених заробљеника из региона Киликије, након што га је освојио византијски цар, као и песника Абу Фираса, којег су Византинци претходно држали у заробљеништву.
- Пролеће – Краљ Лотар III се жени принцезом Емом од Италије (једина ћерка Аделаиде од Бургундије — друге жене цара Отона I (Великог), из њеног првог брака са краљем Лотаром II, чланом династије Босонида). Лотар јача своје везе са Светим римским царством. Он привремено остаје под контролом градова Арас и Дуе.
- 14. април – Мјешко I, први војвода и кнез Пољске, крштен је као хришћанин, што се обично сматра темељом пољске државе. Мјешково крштење, под утицајем његове супруге Добраве, уводи његове територије у заједницу хришћанских земаља. Земље којима влада Мјешко покривају око 250.000 км² и у то време насељавају их око 1,2 милиона људи.
- Мај – Пјетро IV Кандијано, дужд Венеције, поново се жени Валдрадом од Тоскане, ћерком Хуберта, војводе од Сполета, и рођака Отона I. Валдрада му доноси велики мираз, укључујући поседе Фераре, Фурланије и Тревиза (Северна Италија).
- Јесен – Отон I одлази у трећу експедицију у Италију и бори се у Ломбардији против партизана под Адалбертом II од Ивреје. У новембру царски противудар у Риму преузима контролу над замком Сант Ангело.
- Зима –  Отон I  улази у Рим и тамо је обесио дванаест главних вођа милиције (Декаркони). Други планери пуча су или погубљени или ослепљени. Отон је проглашен за „ослободиоца Цркве“.
- Мађари упадају у Бугарско царство и приморавају Петра I, цара Бугара, да са њима закључи мировни уговор. Пустио их је да пређу да нападну Византијско царство.
- Јована VII, патријарха Јерусалима, спалила је муслиманска руља на ломачи након што је писао цару Никифору II, молећи га да интервенише у Палестини и поново је преузме од Фатимидског калифата.
- Други поход руског кнеза Свјатослава Кијевског на Вјатиче, њихово освајање и наметање данка.